# Aclastus pilosus
Aclastus pilosus là một loài tò vò trong họ Ichneumonidae.